# Pan na Żuławach
Pan na Żuławach – polski serial telewizyjny z roku 1984, przedstawiający perypetie repatriantów z Francji, którzy osiedlili się na Żuławach Wiślanych.
Lokalizacje: Gdańsk, Nowy Staw, Kruklanki, Łęg, Malbork, Tczew, okolice Giżycka, Ryn, Mrągowo, Pozezdrze, Żuławki, Stegna, Sterławki Wielkie, Głąbowo.

## Obsada
- Ireneusz Kaskiewicz – Kazimierz Mikuła
- Jadwiga Polanowska-Misiorny – Jadwiga Mikułowa, żona Kazimierza Mikuły
- Hanna Dunowska – Wanda, siostra Kazimierza Mikuły
- Leszek Benke – Stanisław Jeżewski, szwagier Kazimierza Mikuły, mąż Wandy
- Józef Nowak – Szczepan, szwagier Kazimierza Mikuły
- Borys Marynowski – Leon Mikuła, kierowca
- Teresa Lipowska – Teosia Markowiczka
- Wirgiliusz Gryń – Władysław Leszczak
- Artur Barciś – Stefan Leszczak
- Leonard Andrzejewski – Leon Polesiak
- Zdzisław Kozień – Bronisław Klimowicz
- Krzysztof Szuster – Józef Romik
- Tadeusz Madeja – Franciszek Romik, pompiarz
- Marian Glinka – Skibiński, pompiarz
- Ryszard Kotys – Walenciak
- Tomasz Zaliwski – Sawicki
- Zdzisław Szymański – Maksymowicz
- Włodzimierz Kłopocki – Pleszkun
- Kazimiera Utrata – Pleszkunowa
- Tadeusz Teodorczyk – sołtys
- Roman Kłosowski – Witold Grabowski, nauczyciel, sekretarz gminny PZPR
- Witold Pyrkosz – Zakładka, kierownik wydziału rolnictwa
- Karina Szafrańska – sekretarka Zakładki
- Czesław Lasota – Płaszewski, urzędnik wydziału rolnictwa
- Zygmunt Malanowicz – kapitan Lisowski, ubek
- Tadeusz Somogi – ubek
- Lech Sołuba – Bielski, dziennikarz
- Andrzej Krasicki – poseł Bosacki
- Janusz Bylczyński – oficer